# President Grover Cleveland
President Grover Cleveland är en oljemålning av Anders Zorn från 1899, föreställande den tidigare amerikanske presidenten Grover Cleveland. Storlek: 122 x 91,5 cm. Zorn utförde även två etsningar efter målningen President Grover Cleveland. Dessa utfördes 1899 hemma hos Isabella Stewart Gardner i Boston, där Zorn bodde under sitt besök i USA.